# Volo ergo sum

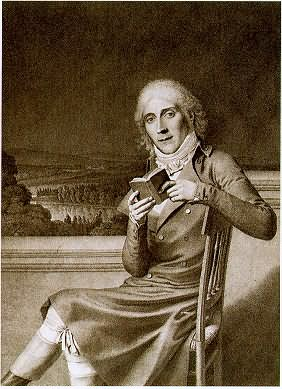
Мен де Биран

Volo ergo sum (с лат. — «Я желаю, следовательно, я есть») — основной тезис философии Мен де Бирана, противопоставленный им тезису Декарта Cogito ergo sum.

## Смысл тезиса
Мен де Биран был французским философом, вышедшим из школы «идеологов» и заложившим основы французского спиритуализма. Главным объектом его критики было сенсуалистическое учение Кондильяка, которому он противопоставил свою психологию самонаблюдения. По мнению Бирана, в явлениях воли мы непосредственно познаём своё собственное индивидуальное существование. Явления воли не могут быть объяснены, как продукт пассивных ощущений; они являются проявлением внутренней активности нашего «я». В волевом усилии мы обнаруживаем не только само это усилие, но и то наше «я», от которого оно исходит. Ничьих волевых усилий, не принадлежащих никакому субъекту, не существует в природе. Существование нашего «я», обнаруживаемое в волевом усилии, есть первоначальный факт сознания, который должен лежать в основе всякой философии. Декарт ошибался, усматривая сущность нашего «я» в мышлении; мышление не есть имманентный атрибут нашего «я», ибо мы можем провести много времени, ни о чём не мысля. Поэтому не мышление, а именно воля является подлинной сущностью нашего «я».
Первоначальный факт сознания, полагал Биран, лежит и в основе нашего познания физического мира. В факте волевого усилия заложен и факт сопротивления этому усилию, поэтому одновременно со своим «я» мы обнаруживаем и противостоящее ему «не-я» в виде тела и телесного мира. Наше знание о своём теле основано на опыте сопротивлений, которое оно оказывает попыткам привести его в движение. В усилии — основа существа психического, в сопротивлении — основа существа физического. Наконец, в первоначальном факте сознания берут своё начало и философские категории субстанции, единства, тождества и причинности, которые мы затем переносим на внешний мир. Так, совершая волевое усилие, мы непосредственно сознаём себя, как его причину, и отсюда берёт начало наше понятие о причинности; наблюдая неизменность своего «я», мы сознаём его как субстанцию, и это является источником нашего понятия о субстанции. Во внешнем, чувственном опыте нам не дано ни причин, ни субстанций, и мы создаём представление о внешнем мире только по аналогии с нашим «я».